# São Sebastião da Giesteira e Nossa Senhora da Boa Fé
São Sebastião da Giesteira e Nossa Senhora da Boa Fé (oficialmente: União das Freguesias de São Sebastião da Giesteira e Nossa Senhora da Boa Fé) é uma freguesia portuguesa do município de Évora, com 75,38 km² de área e 927 habitantes (censo de 2021). A sua densidade populacional é 12,3 hab./km².
Existem na freguesia dois núcleos populacionais de relevo: São Sebastião da Giesteira e Boa Fé.
A população trabalha, na sua larga maioria, na cidade de Évora.

## História
Foi constituída em 2013, no âmbito de uma reforma administrativa nacional, pela agregação das antigas freguesias de São Sebastião da Giesteira e Nossa Senhora da Boa Fé e tem a sede em São Sebastião da Giesteira.

## Demografia
A população registada nos censos foi:
| Distribuição da População por Grupos Etários | Distribuição da População por Grupos Etários | Distribuição da População por Grupos Etários | Distribuição da População por Grupos Etários | Distribuição da População por Grupos Etários | Distribuição da População por Grupos Etários |
| -------------------------------------------- | -------------------------------------------- | -------------------------------------------- | -------------------------------------------- | -------------------------------------------- | -------------------------------------------- |
| Antes da agregação                           |                                              |                                              |                                              |                                              |                                              |
| Ano                                          | 0-14 anos                                    | 15-24 anos                                   | 25-64 anos                                   | >= 65 anos                                   | Total                                        |
| 2001                                         | 158                                          | 133                                          | 569                                          | 306                                          | 1166                                         |
| 2011                                         | 125                                          | 103                                          | 530                                          | 324                                          | 1082                                         |
| Após a agregação                             |                                              |                                              |                                              |                                              |                                              |
| Ano                                          | 0-14 anos                                    | 15-24 anos                                   | 25-64 anos                                   | >= 65 anos                                   | Total                                        |
| 2021                                         | 85                                           | 70                                           | 475                                          | 297                                          | 927                                          |